# Scuola congiunta d'intelligence dell'Unione europea
La Scuola congiunta d'intelligence dell'Unione europea (acronimo JEIS, dall'inglese Joint European Union Intelligence School) è un progetto della cooperazione strutturata permanente (PESCO) annunciato nel novembre 2018. Il progetto è condotto da Cipro e Grecia. La scuola fornirà istruzione e formazione nelle discipline dell’intelligence, tra le altre cose, al personale dei servizi segreti degli Stati membri dell’Unione europea e svilupperà nuovo hardware, compresi i droni e la tecnologia per la guerra elettronica.